# Josepha Mendels

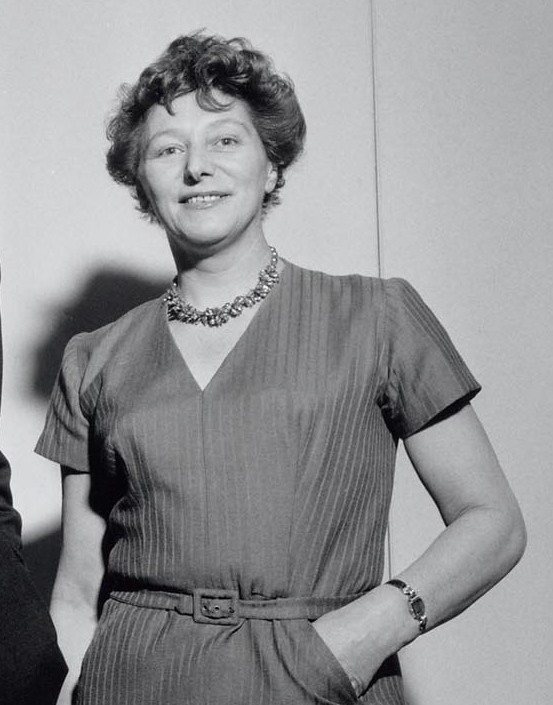
Josepha Mendels 1955

Josepha Mendels (eigentlich: Josepha Judica Mendels; geboren 18. Juli 1902 in Groningen; gestorben 10. September 1995 in Eindhoven) war eine niederländische Schriftstellerin, Journalistin und, in ihren späteren Jahren, Schauspielerin. Aufgrund ihrer unabhängigen und offenen Lebenseinstellung, insbesondere die weibliche Sexualität betreffend, wurde Josepha Mendels in den 1980er-Jahren als Vorläuferin des Feminismus angesehen.

## Leben

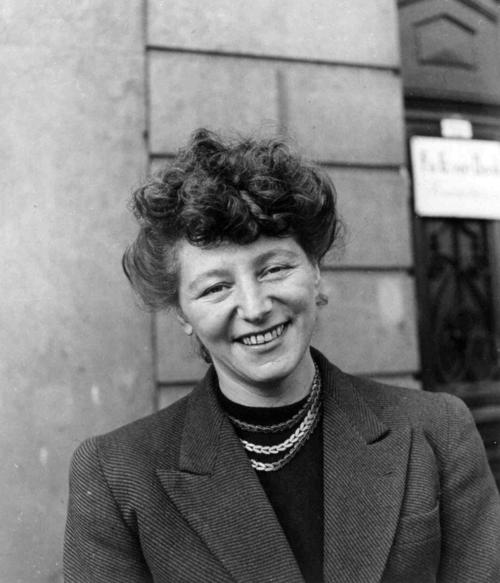
Josepha Mendels (1950)

Josepha „Jos“ Mendels wurde – nach Edith und Ada – als jüngste von drei Töchtern von Emma Levi (gestorben 1942/1945) und dem Lehrer Isidore Mendels (1861–1928) in eine orthodoxe jüdische Familie in Groningen geboren. Ihr Berufswunsch – Schauspielerin – wurde ihr verwehrt, und sie absolvierte die Middelbare Meisjesschool, eine privat geführte fünfjährige Sekundarschule in Deventer, die sie 1920 mit einem mäßigen Abschluss verließ. Zurück in Groningen, besuchte sie eine Haushaltsschule, die sie abbrach gefolgt von der Kweekschool, einer Lehrerbildungsanstalt für Grundschulbildung. Weil sie mit ihren Eltern nach Den Haag umzog, arbeitete sie ab 1923 zunächst jedoch nicht als Lehrerin, sondern als Gouvernante. Seit 1927 leitete sie fast zehn Jahre lang eine Bildungs- und Beratungseinrichtung für benachteiligte jüdische Mädchen. Hier lernte sie ihre langjährige Freundin, die Malerin Berthe Edersheim kennen, die sie zum Schreiben ermutigte.
1936 ging sie als freie Journalistin nach Paris und arbeitete nach einigen Anlaufschwierigkeiten unter mehreren Pseudonymen als Korrespondentin für diverse niederländische Medien zu den Themen Mode, Nachtleben und Kultur. Auch als Reiseführerin auf der Weltausstellung 1937 war sie tätig. Nach dem Ausbruch des Krieges 1940 lehnte sie es jedoch ab, in den – deutsch besetzten – Niederlanden nur noch unter Pseudonym veröffentlicht zu werden. Sie begann mit der Arbeit an ihrem ersten Roman Rolien en Ralien (deutsch: Rolien und Ralien), der erst 1947 erscheinen konnte und dessen Manuskript sie auf der Flucht bei Freunden hinterlegt hatte, wo es über den Krieg erhalten blieb.
Kurz nach Beginn der anti-jüdischen Razzien in Paris floh Mendels über Spanien und Portugal nach London. Dort war sie beim Abhördienst des niederländischen Exil-Nachrichtendienstes (Rijksvoorlichtingsdienst) in Straton House tätig und hatte eine Beziehung mit dem Diplomaten Sadi de Gorter, der ebenfalls niederländisch-jüdischer Flüchtling war. Seine Frau und Familie hatte er in den Niederlanden zurücklassen müssen. Über ihre Erlebnisse seit 1942 entstand der Roman Je wist het toch (deutsch: Du wusstest es doch).
1945 ging Josepha Mendels zurück nach Paris und arbeitete für den Nachrichtendienst der niederländischen Botschaft. Ihre Eltern, Geschwister, weitere Verwandte sowie die Kinder ihrer Einrichtung in Den Haag waren sämtlich von den Deutschen deportiert und ermordet worden.
1949 gebar Josepha Mendels geplant und gewollt einen Sohn – Eric –, dessen Vater Sadi de Gorter war. Sie entschied sich, den Jungen alleine aufzuziehen, musste ihn allerdings in den ersten zwei Jahren in Pflege zu einer Familie aufs Land geben, wo sie ihn regelmäßig besuchte. Sie arbeitete wieder als Korrespondentin für niederländische Zeitungen und Zeitschriften, darunter Vrij Nederland. 1958 zog Berthe Edersheim zu Josepha Mendels nach Paris, wo die beiden bis 1992 als Paar zusammen lebten.
Im Alter von 72 Jahren erfüllte sich doch noch ihr Jugendtraum, Schauspielerin zu werden. Regisseur Pierre Sala besetzte Josepha Mendels als Hauptrolle in dem Avantgarde-Theaterstück Grenouille (Frosch) im Théâtre des Mathurins. Auch in einigen französischen Filmen und Fernsehserien erhielt sie Rollen.
Eine Hüftoperation im Alter von 90 Jahren beeinträchtigte Josepha Mendels schwer, so dass ihr Sohn sie in ein Pflegeheim nach Eindhoven holte. Auch Berthe Edersheim kam kurz darauf nach Eindhoven nach – sie starb dort drei Monate später im April 1993. Der Vater von Eric, Sadie de Gorter, setzte seinem Leben am 24. Dezember 1994 durch Suizid ein Ende, nachdem er schwer an Kehlkopfkrebs erkrankt war. Josepha Mendels erlebte den Tod der beiden nahestehenden Personen nicht mehr bewusst mit; sie starb im September 1995 und wurde auf dem städtischen Friedhof Woensel in Eindhoven beigesetzt.

“De maatschappij schrijft mij niets voor. Ik doe alleen waar ik zin in heb. Ik zal sterven als een niet-nette dame.”

„Die Gesellschaft schreibt mir nichts vor. Ich mache nur, wozu ich Lust habe. Ich werde als un-ordentliche Dame sterben.“

## Werk

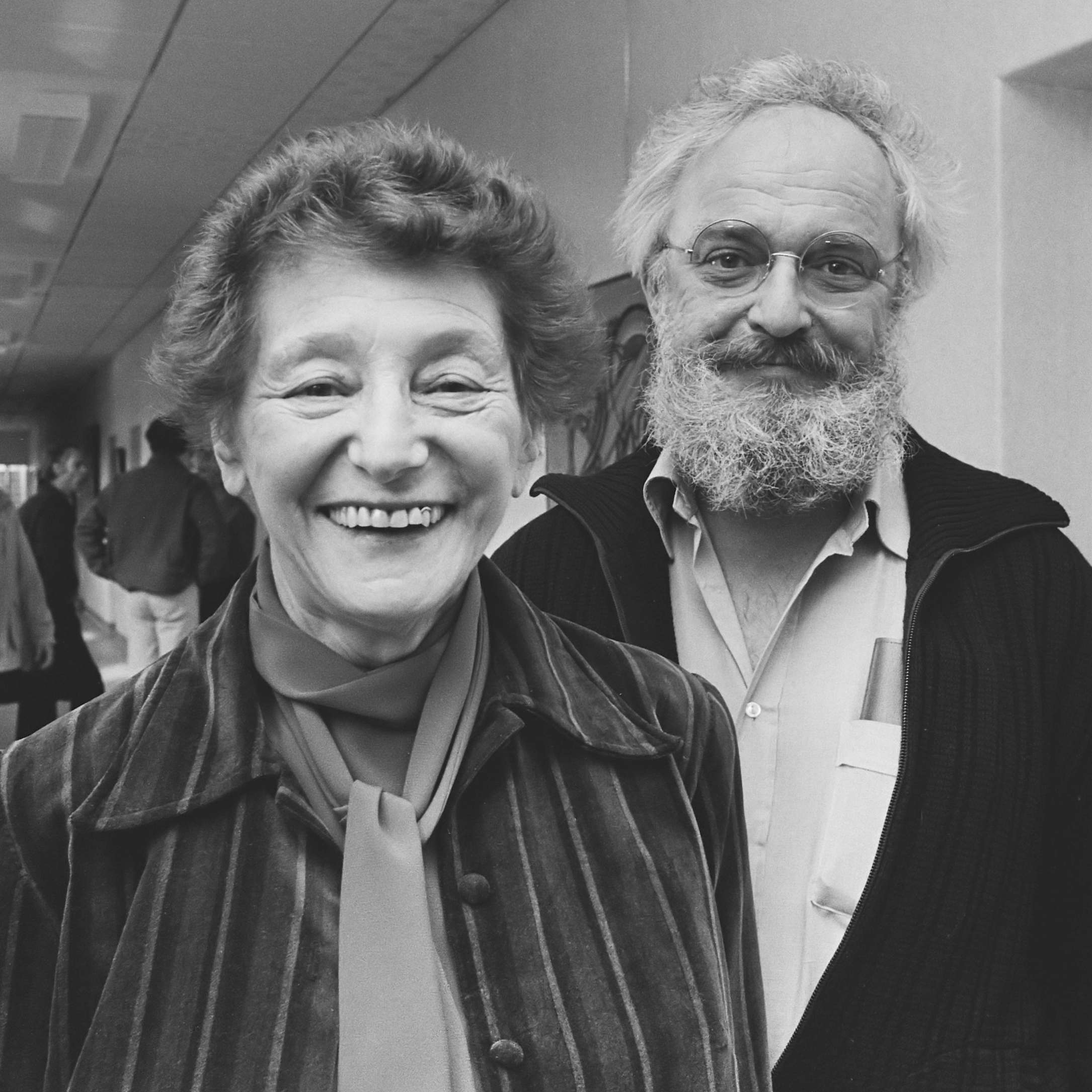
Josepha Mendels 1982

Die meisten von Mendels  – als psychologisch bezeichneten – Romanen sind autobiografisch geprägt, und reale Personen aus Familie und Freundeskreis der Autorin sind deutlich erkennbar. Betont wird ihr spielerischer und intuitiver Sprachgebrauch.

### Romane (Auswahl)

#### Rolien en Ralien (Rolien und Ralien), 1947
Rolien en Ralien ist ein autobiografisch geprägter Bildungsroman über das Mädchen Rolien, das sich auf dem Weg zum Erwachsenwerden von einer imaginierten, sehr dominierenden Freundin Ralien lösen muss. Der Roman spielt in den Niederlanden und Paris und thematisiert Unabhängigkeit, Bindung und aufkeimende lesbische Gefühle. Das Buch erhielt lobende Erwähnungen, wurde jedoch auch als „schmutzig“ oder „krank“ rezipiert.

#### Je wist het toch (Du wusstest es doch)
Der Roman erzählt die Liebesgeschichte des jüdischen Dichter Frans, der seine Frau und seine Familie in den Niederlanden zurückgelassen hat und in London der unabhängigen Henriëtte begegnet.

#### Als wind en rook (1950)
Als wind en rook – gewidmet dem Andenken an Emma – behandelt Josepha Mendels jüdisch-orthodoxes Familienleben in den Niederlanden der 1920er und 1930er Jahre.

### Andere Genres
Neben Romanen schrieb Mendels auch Erzählungen sowie ein französisches Kochbuch. Ein Theaterstück von 1957, Breng de berries, Berthe blieb unveröffentlicht. Gemeinsam mit Anna Blaman arbeitete sie an einem Roman, von dem einzelne Kapitel in Anna Blamans nachgelassenen Texten veröffentlicht wurden.

### Originalausgaben
- Rolien en Ralien. (Roman). Querido Verlag, Amsterdam 1947.
- Je wist het toch. (Roman). Querido Verlag, Amsterdam 1948.
- Als wind en rook. (Roman). Querido Verlag, Amsterdam 1950.
- Alles even gezond bij jou. (Roman). de Arbeiderspers, Amsterdam 1953.
- Bon Appétit. Frans koken in de Lage Landen. (Kochbuch). Bruna, Utrecht 1954.
- De vader van Robinson Crusoë, 1954
- Zoethout en etamien en andere novellen. (Erzählungen). de Arbeiderspers., Amsterdam 1956.
- Heimwee naar Haarlem. de Arbeiderspers, Amsterdam 1958.
- De speeltuin. Paul Brand, Bussum 1970.
- Welkom in dit leven. (Erzählungen). J. M. Meulenhoff, Amsterdam 1981.
- Joelika en andere verhalen. (Erzählungen). J. M. Meulenhoff, Amsterdam 1986.
- Alle verhalen. J. M. Meulenhoff, Amsterdam 1988.

### Auf Deutsch erschienen
- Eine Freundschaft. In: Doris Hermanns (Hrsg.): Wär mein Klavier doch ein Pferd : Erzählungen aus den Niederlanden. edition fünf, Gräfelfing/Hamburg 2016, ISBN 978-3-942374-75-0, S. 22–32.
- Du wusstest es doch. (Roman). Verlag Klaus Wagenbach, Berlin 2020, ISBN 978-3-8031-3298-7.
- Rolien & Ralien. (Roman). Verlag Klaus Wagenbach, Berlin 2020, ISBN 978-3-8031-3326-7.

## Auszeichnungen

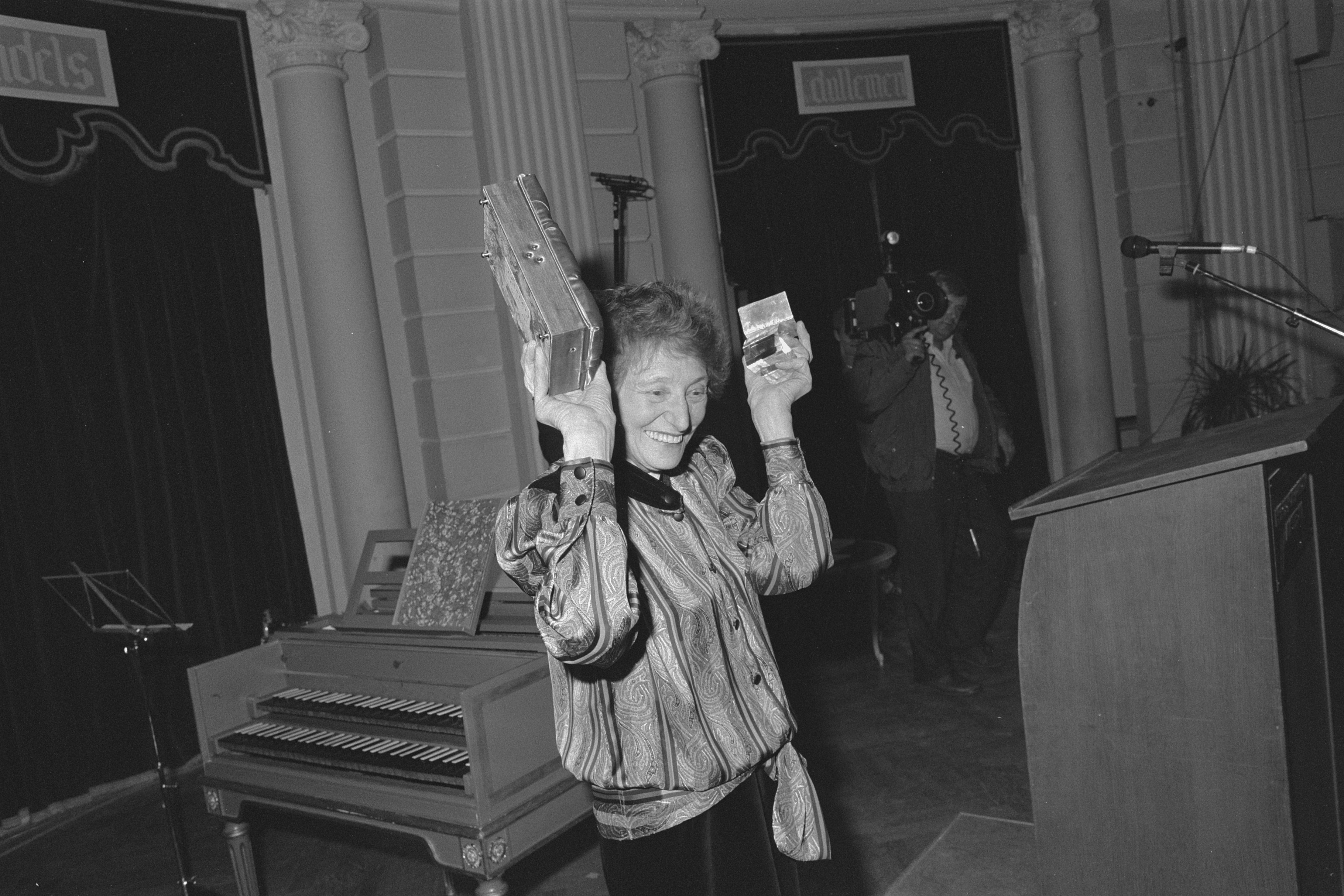
Bei der Verleihung des Anna Bijnsprijs 1986

- 1947: Lobende Erwähnung der Stadt Amsterdam für Rolien en Ralien[4]

- 1959: Vijverbergprijs, Jan-Campert-Stiftung für Als wind en rook[4]
- Onderscheiding jeugdboek over een kunstenaar (Jugendbuchpreis) für De vader van Robinson Crusoë[4]
- 1964: Chevalier dans l’Ordre des Palmes Académiques[4]
- 1982: Ridder in de Orde van Oranje Nassau
- 1986: Anna Bijnsprijs für das Gesamtwerk